# (2795) Lepage
(2795) Lepage (1979 YM) – planetoida z pasa głównego asteroid okrążająca Słońce w ciągu 3,48 lat w średniej odległości 2,3 j.a. Odkryta 16 grudnia 1979 roku.